# Keijo Korhonen (polityk)
Keijo Tero Korhonen (ur. 23 lutego 1934 w Paltamo, zm. 6 czerwca 2022 w Tucson) – fiński polityk, historyk, nauczyciel akademicki i dyplomata, w latach 1976–1977 minister spraw zagranicznych, kandydat w wyborach prezydenckich w 1994.

## Życiorys
Z wykształcenia historyk, studiował na Uniwersytecie w Turku. Doktoryzował się z historii w 1963. Stał się współpracownikiem Urha Kekkonena. Podjął pracę w resorcie spraw zagranicznych, stopniowo awansując w strukturze ministerstwa. W międzyczasie przez rok kształcił się na Uniwersytecie Harvarda. Został też wykładowcą na Uniwersytecie Helsińskim, w 1974 objął stanowisko profesora historii politycznej.
Od września 1976 do maja 1977 z rekomendacji Partii Centrum pełnił funkcję ministra spraw zagranicznych w trzecim rządzie Marttiego Miettunena. Uchodził za zwolennika utrzymania polityki neutralności Finlandii. Gdy pełnił funkcję ministra, kwestia ta stała się przyczyną jego konfliktu z radzieckim ambasadorem. Po odejściu ze stanowiska został sekretarzem stanu do spraw politycznych. Wybrany w 1982 na prezydenta Mauno Koivisto wkrótce po objęciu urzędu powołał Keija Korhonena na stałego przedstawiciela Finlandii przy ONZ w Nowym Jorku. Zakończył pełnienie tej funkcji w 1988. Został później redaktorem naczelnym dziennika „Kainuun Sanomat”, którym kierował przez kilka lat.
Był zdeklarowanym przeciwnikiem członkostwa Finlandii w Unii Europejskiej. W 1994 wystartował jako niezależny w wyborach prezydenckich, uzyskując 5,8% głosów w pierwszej turze i zajmując 5. miejsce wśród 11 kandydatów. Objął potem stanowisko profesora stosunków międzynarodowych na University of Arizona w Tucson.